# Howard B. Adelmann
Pour les articles homonymes, voir Adelmann.
Howard Bernhardt Adelmann (1898-1988) est un historien des sciences américain.

## Formation et carrière
Il obtient son doctorat à l'université Cornell en septembre 1924.

## Travaux
Ses premiers travaux en histoire de l'embryologie portent sur le médecin et naturaliste néerlandais Volcher Coiter (1534-1576), avec une étude parue en 1933. Il poursuit en 1942 avec son ouvrage The Embryological Treatises of Hieronymus Fabricius of Aquapendente, dans lequel il détaille le savoir de Girolamo Fabrizi d'Acquapendente (1533-1619) et le replace dans son contexte historique et scientifique,,(en) Max H. Fisch, « The Embryological Treatises of Hieronymus Fabricius of Aquapendente », Bull Med Libr Assoc, vol. 31, no 4,‎ octobre 1943, p. 376–379 (lire en ligne, consulté le 20 octobre 2019).

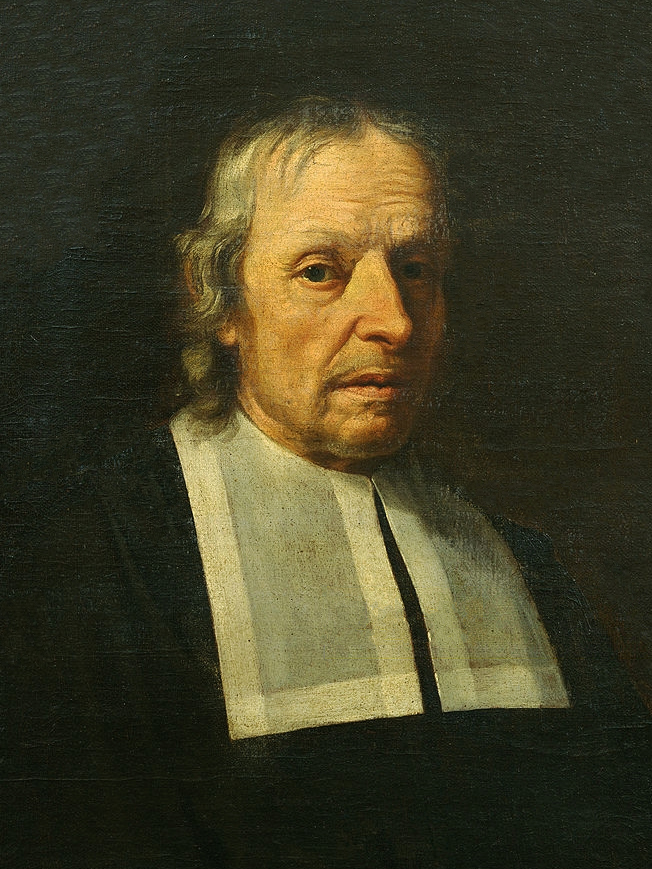
Portrait de Marcello Malpighi par Carlo Cignani

Sa principale contribution est l'étude des travaux de Marcello Malpighi (1628-1694). Marcello Malpighi est un médecin et naturaliste italien, considéré comme le fondateur de l'anatomie microscopique (histologie) et rangé parmi ceux qui sont aux origines de la science moderne.
Il lui a consacré une somme en cinq volumes et plus de deux mille cinq cents pages, Marcello Malpighi and the evolution of embryology, paru en 1966. D.J.R. Bruckner a déclaré dans le New York Times en 1981, à propos de tels projets monumentaux menés par des presses academiques, et après avoir mentionné la publication du Plan of St. Gall : « Un tel investissement n'est pas sans précédent. Les presses de Cornell ont engagé les Oxford University Press pour fabriquer l'édition par Howard Adelmann de Marcello Malpighi and the Evolution of Embryology, en cinq volumes et 2 548 pages coûtant 200 $ le lot. (...) Les imprimeurs d'Oxford ont mis cinq ans à réaliser le livre. Roger Howley, directeur des Cornell press, affirme que cela coûterait 1 000 $ le lot pour le réimprimer aujourd'hui, seulement quinze ans plus tard. »,.
Adelmann explique dans sa préface est moins à propos de Malpighi qu'une manière d'utiliser le travail d'un universitaire comme une fenêtre vers un champ entier, et si le résultat est à la fois bavard et un peu fou, c'est seulement parce qu'Adelmann ne voyait aucune autre manière de le faire.
L'ouvrage contient notamment les deux textes en latin de Malpighi sur la formation du poussin dans l’œuf, publié une première fois en 1673 par la Royal Society avec onze planches gravées. Poynter dans sa recension est admirative devant la somme de travail, un « monument de travail universitaire historique et scientifique » qui aurait été qualifié de remarquable s'il avait été l'œuvre d'une équipe entière de chercheurs dévoués, et qualifie le livre de « indubitablement l'un des grands points de repère - à côté de Sarton et Needham - en travail universitaire historique moderne dans le domaine de la science et de la médecine. ».

## Prix et distinctions
Il reçoit en 1967 le prix Pfizer décerné l’History of Science Society pour son livre Marcello Malpighi and the evolution of embryology.

## Publications
- Marcello Malpighi and the evolution of embryology (Ithaca, N.Y.: Cornell University Press, 1966), xxiv, 2 475 p. — Inclut le texte De formatione pulli in ovo (La formation du poulet dans l’œuf) de Malpighi..
- Appendix repetitas auctasque de ovo incubato observationes continens
- Correspondence of Marcello Malpighi (Ithaca : Cornell university press, 1975) en 5 volumes (XX-2227 p.). Comprend : Volume I, 1658-1669 ; Volume II, 1670-1683 ; Volume III, 1684-1688 ; Volume IV, 1689-1692 ; Volume V, 1693-1694. Correspondance en italien, commentaires et introduction en anglais.
- The development of the neural folds and cranial ganglia of the rat
- The embryological treatises of Hieronymus Fabricius of Aquapendente : The formation of the egg and of the chick (De formatione ovi et pulli) The formed fetus (De formato foetu)[6].